# دوغ يونغ (رافع أثقال)
دوغ يونغ (بالإنجليزية: Doug Young)‏ هو رافع أثقال ‏ أمريكي، ولد في 21 أغسطس 1944، وتوفي في 7 أكتوبر 2005 بسبب نوبة قلبية.